# Maria Dickin
Maria Elisabeth Dickin, surnommée Mia, née le 22 septembre 1870 à Londres au Royaume-Uni et morte le 1er mars 1951 au même lieu, est une réformatrice sociale britannique. Elle joue notamment un rôle pionnier dans le domaine du bien-être animal et fonde le People's Dispensary for Sick Animals (PDSA) en 1917. Née en 1870, elle est l'aînée des huit enfants de William George Dickin, religieux wesleyen, et d'Ellen Maria née Exell. En 1899, elle épouse son cousin germain, Arnold Francis Dickin, comptable, avec lequel elle n'eut pas d'enfants. Elle meurt en 1951 d'une bronchopneumonie grippale. Elle a donné son nom à la médaille Dickin.